# Andy Ruiz Jr.
Andrés Ponce Ruiz Jr. (Imperial, 11 september 1989) is een Mexicaans-Amerikaanse professionele bokser die uitkomt in de zwaargewichtklasse. Hij werd op 1 juni 2019 de drager van de IBF-, IBO-, WBA- en WBO-titels, die hij overnam door Anthony Joshua te verslaan via een technische knock-out.

## Profcarrière
Ruiz kreeg tegen de bokser Joseph Parker zijn eerste kans op een titel in het zwaargewicht in een gevecht dat plaatsvond op 10 december 2016, maar hij verloor dit gevecht op beslissing van de jury.
Op 1 mei 2019 werd het gevecht tussen Ruiz en Anthony Joshua bevestigd, waarna het plaatsvond op 1 juni te Madison Square Garden in New York. Ruiz werd voor dit gevecht volgens wedkantoren gezien als de underdog. Ruiz versloeg Joshua echter verrassend via een technische knockout in de zevende ronde en won daarmee in totaal vier titels. Een rematch vond plaats op 7 december 2019. Deze keer won Joshua, nadat de jury hem na twaalf ronden unaniem aanwees als winnaar.